# The Wedding Banquet (2025)
The Wedding Banquet é um filme de comédia romântica norte-americano dirigido por Andrew Ahn e co-escrito por James Schamus. É um remake do filme de 1993 de mesmo nome. É estrelado por Lily Gladstone, Kelly Marie Tran, Bowen Yang, Joan Chen e Youn Yuh-jung.
The Wedding Banquet estreou no Festival Sundance de Cinema em 27 de janeiro de 2025, seguido de um lançamento nos cinemas dos Estados Unidos em 18 de abril de 2025.

## Elenco
- Bowen Yang como Chris
- Lily Gladstone como Lee
- Kelly Marie Tran como Angela Chen
- Han Gi-chan como Min
- Joan Chen como May Chen
- Youn Yuh-jung como Ja-Young

## Produção
Em abril de 2024, foi relatado que um remake do filme de 1993 de mesmo nome estava em desenvolvimento, com Andrew Ahn dirigindo e co-escrevendo o roteiro com James Schamus, que co-escreveu o filme original. Lily Gladstone, Kelly Marie Tran, Bowen Yang, Joan Chen e Youn Yuh-jung foram escalados para os papéis principais.

### Filmagem
As filmagens principais começaram em 27 de maio de 2024, em Vancouver, Canadá, e terminaram em 28 de junho.

## Lançamento
The Wedding Banquet estreou no Festival Sundance de Cinema em 27 de janeiro de 2025, seguido de um lançamento nos cinemas dos Estados Unidos em 18 de abril de 2025.